# トダ・モンケ
トダ・モンケ（Tödä-Möngke、Töde-Mängü、生没年不詳）は、ジョチ・ウルスの第7代宗主（ハン、在位：1280年? - 1287年）。バトゥの次男のトクカンの三男にあたり、先代のモンケ・テムルの同母弟である。中世モンゴル語発音ではトデ・モンケ。漢語資料では脱脱蒙哥、脱脱忙哥と表記され、ペルシア語資料では تودا مونككه Tūdā Mūnkka と表記されている。
彼とモンケ・テムルの母はオイラト部族のクチュ・ハトゥンである。クチュ・ハトゥンの父はチンギス・カンに帰順したオイラト部族の首長のクドカ・ベキの子のトレルチという人物であった。クチュ・ハトゥンには他に姉妹がおり、モンケ・カアンの第二正妃（ハトゥン）で大ハトゥンと称されていたオグルガイミシュ皇后（グユクの妃のオグルガイミシュとは別人）と、フレグの第4正妃であったオルジェイ・ハトゥンが知られている。
1280年頃、第6代ハンのモンケ・テムルが死去した後は、彼の息子が後継者となるはずであったが、ジョチ家の最有力王族である右翼諸軍つまりバトゥ・ウルスの代表のノガイと、左翼諸軍、オルダ・ウルスの統帥のコニチの両首脳によって擁立された。トダ・モンケはモンケ・テムルの同母弟であり、バトゥ家の実質的な最長老格であった。1280年頃はシリギの乱によってクビライの皇子のノムガンとココチュがモンケ・テムルの許に拘留されており、この時バヤンの西方派遣で中央アジアの国際情勢は緊迫していたため、ジョチ・ウルスは困難な問題に直面していた。このためジョチ家のノガイ、コニチ両首脳はこれらの情勢にモンケ・テムルの嗣子たちでは対応が難しいあろうとの判断によってトダ・モンケを擁立したと考えられる。1282年にシリギがバヤンに降伏し、トダ・モンケ・ハン、ノガイ、コニチの三者は協議の結果、クビライの両皇子を大元ウルスへ送還している。
しかし、この即位に不満を持っていた、モンケ・テムル、トダ・モンケの異母兄で父のトクカンの長男のダルブの子のトレ・ブカとその弟のコンチェク、モンケ・テムルの長男のアルグイとウズベク・ハンの父である十男のトグリルチャの4人の王族たちが、トダ・モンケがイスラーム神秘主義に傾倒していることを理由に分別を失ったと称して、1287年にサライでクーデターを起こし廃位してしまった。
この後このトレ・ブカをハンとしコンチェクを共同統治者とする4王族によるジョチ・ウルス中央の支配と、アルグイの同母弟のトクタ、トクタを保護したノガイらによって権力闘争が始まる。
甥のトレ・ブカたちによる廃位後のトダ・モンケの消息は良く解っていない。
彼には正妃であるハトゥンが2人おり、コンギラト部族出身のアルカチとアルチといった。側室もひとり知られておりトレ・クトルグと称した。息子も3人知られており、アルカチからウズ・モンケが生まれ、トレ・クトルグからチェチェクトゥが生まれた。もうひとりトベデイという息子がいるが、母は判明していない。
マムルーク朝側の資料である14世紀前半の歴史家ヌワイリーの記録によれば、トダ・モンケは兄のモンケ・テムルと同じくイスラームに帰依する敬虔なムスリムであったと伝えられている。彼は即位の後も自ら国政に携わらずにイスラーム神秘主義の導師（シャイフ）やファキーフ（ダルヴィーシュ、托鉢修行者）たちと交際してこれを保護し、イスラームの定める斎戒を遵守していたという。